# Eva Agnete Selsing
Eva Agnete Selsing (født 8. marts 1982) er en dansk filosof, forfatter og foredragsholder. Hun har været klummeskribent i Berlingske siden 2011.
Selsing er uddannet cand.mag. i filosofi ved Københavns Universitet. Hun er er en hyppig meningsdanner i danske medier, hvor hun ofte omtales som filosof og udtrykker konservative synspunkter, og kritik af feminisme.
I 2013 var hun sammen med Kasper Elbjørn redaktør af debatbogen Opgøret om 30 års udlændingepolitik.
I 2022 udgav hun sammen med sin mand Rune Selsing den filosofiske debatbog Den Borgerlige Orden.

## Privat
Selsing er gift med Rune Selsing og mor til fire børn.